# Rue Bessières
Ne pas confondre avec le tout proche boulevard Bessières.
La rue Bessières est une voie du 17e arrondissement de Paris, en France.

## Situation et accès
La rue Bessières est une voie publique située dans le 17e arrondissement de Paris. Elle débute au 15, rue Fragonard et se termine au 111, boulevard Bessières.

## Origine du nom
Elle porte le nom du maréchal de France Jean-Baptiste Bessières (1768-1813).

## Historique

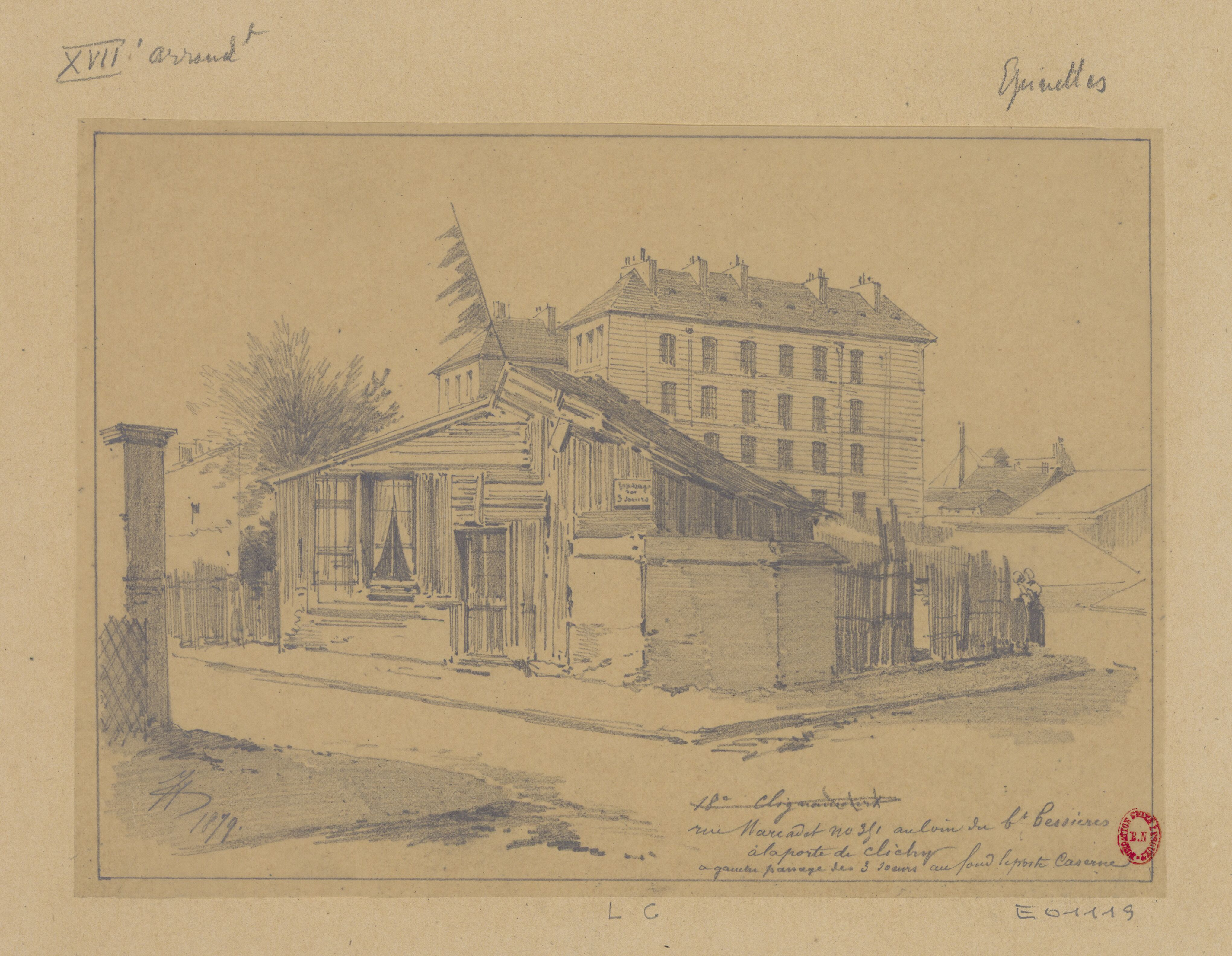
Le coin du passage des Trois-Sœurs et de la rue de La Jonquière en 1879 (dessin de Jules-Adolphe Chauvet).

Avant 1873, cette voie était dénommée « passage des Trois-Sœurs », avant de prendre le nom de « passage Bessières ».
Devenue une rue à part entière, elle prend la dénomination de « rue Bessières » par délibération municipale du 21 novembre 1927.